# 21A busz (Pécs)
A pécsi 21A jelzésű autóbusz az Uránvárostól, a Belvároson keresztül a Hőerőműig közlekedik. A másik irányba a 21-es jelzéssel közlekedik a Baromfifeldolgozótól.

## Útvonala
| Uránváros → Mohácsi út (→ Finn utca) → Hőerőmű | Hőerőmű → Mohácsi út → Uránváros |
| --- | --- |
| Uránváros – Ürögi sor – Makay István út – Esztergár Lajos utca – Ybl Miklós utca – Építők útja – Tüzér utca – Athinay utca – József Attila utca – Nagy Lajos király útja – Rákóczi út – Zsolnay Vilmos utca – Mohácsi út – Hegedűs János utca – Finn utca – forduló – Finn utca – Hegedűs János utca – Mohácsi út – Edison utca – Hőerőmű | Hőerőmű – Edison utca – Mohácsi út – Zsolnay Vilmos utca – Rákóczi út – Nagy Lajos király útja – József Attila utca – Athinay utca – Tüzér utca – Építők útja – Ybl Miklós utca – Esztergár Lajos utca – Makay István út – Ürögi sor – Uránváros |

## Megállóhelyei
| 21A (Uránváros – Árkád – Hőerőmű)                                         |          |                         |          | |                                                                                            |
| Perc (↓)                                                                  | Perc (↓) | Megállóhely             | Perc (↑) | Megállóhelyet érintő járatok | Létesítmények                                                                              |
| 0                                                                         | 0        | Uránváros végállomás    | 25       | 1, 2, 2A, 2E, 4, 4Y, 21, 21A, 22, 23, 23Y, 24, 25, 25A, 26, 26A, 27, 27Y, 28, 28A, 28Y, 29, 102, 102Y, 104, 104A, 104E, 104Y, 107E, 121 · Helyközi autóbuszok              |                                                                                            |
| 1                                                                         | 1        | Olympia Üzletház        | 23       | 1, 2, 2A, 2E, 4, 4Y, 21, 21A, 22, 23, 23Y, 24, 102, 102Y, 104, 104A, 104E, 104Y, 121                                                                                       |                                                                                            |
| 2                                                                         | 2        | Mecsek Áruház           | 21       | 1, 2, 2A, 2E, 4, 4Y, 21, 21A, 22, 23, 23Y, 24, 102, 102Y, 104, 104A, 104E, 104Y, 121 · Helyközi autóbuszok                                                                 |                                                                                            |
| 4                                                                         | 4        | Kulturális Központ      | 20       | 1, 2, 2A, 2E, 21, 21A, 102, 102Y, 121 |                                                                                            |
| 5                                                                         | 5        | Tüzér utca              | 19       | 1, 2, 2A, 2E, 21, 21A, 55, 102, 102Y, 121 |                                                                                            |
| 8                                                                         | 8        | Megyeri tér             | 17       | 21, 21A, 22, 23, 23Y, 24, 121 |                                                                                            |
| 10                                                                        | 10       | Szabadság utca          | 15       | 21, 21A, 22, 23, 23Y, 24, 121 |                                                                                            |
| 12                                                                        | 12       | Árkád, autóbusz-állomás | 12       | 3, 3E, 6, 6E, 7, 7Y, 8, 20, 21, 21A, 22, 23, 23Y, 24, 41, 41E, 41Y, 42, 42Y, 43, 60, 60A, 60Y, 73, 73Y, 103, 107E, 109E, 121, 130, 130A · Helyközi és távolsági autóbuszok | Árkád, Távolsági autóbusz-állomás                                                          |
| 14                                                                        | 14       | Rákóczi út              | 11       | 20, 21, 21A, 22, 23, 23Y, 24, 25, 26, 27, 27Y, 28, 28Y, 29, 33, 38, 38Y, 39, 40, 44, 60, 60A, 60Y, 121, 140                                                                |                                                                                            |
| 15                                                                        | 15       | 48-as tér               | 9        | 2, 2A, 2E, 4, 4Y, 13, 13E, 13Y, 14, 14Y, 15, 15A, 20, 21, 21A, 30Y, 60, 60A, 60Y, 102, 102Y, 104, 104A, 104E, 104Y, 121 · Helyközi autóbuszok · Pécs-Külváros              | Egyetemi kollégium, Egyesített Egészségügyi Intézmény kirendeltsége, EKF kulturális negyed |
| 17                                                                        | 17       | Zsolnay Negyed          | 8        | 2, 2A, 4, 4Y, 13, 13E, 13Y, 14, 14Y, 15, 15A, 20, 21, 21A, 30Y, 60, 60A, 60Y, 102, 102Y, 104, 104A, 104E, 104Y, 121                                                        | Balokány-liget, Zsolnay porcelángyár, EKF kulturális negyed                                |
| 19                                                                        | 19       | Mohácsi út              | 6        | 2, 2A, 4, 4Y, 13, 13E, 13Y, 14, 14Y, 15, 15A, 20, 21, 21A, 25, 26, 30Y, 60, 60A, 60Y, 102, 102Y, 104, 104A, 104E, 104Y, 121 · Helyközi autóbuszok                          | ATI, Autóklub                                                                              |
| 21                                                                        | 21       | Téglagyár               | 4        | 20, 21, 21A, 121 |                                                                                            |
| Strauss Metal és Finn utca megállót csak egy járat érinti a Hőerőmű felé. |          |                         |          | |                                                                                            |
| ∫                                                                         | 22       | Strauss Metal           | ∫        | 20, 21, 21A, 121 |                                                                                            |
| ∫                                                                         | 24       | Finn utca               | ∫        | 16, 20, 21, 21A, 121 · Helyközi autóbuszok |                                                                                            |
| 22                                                                        | 27       | Strauss Metal           | 2        | 20, 21, 21A, 121 |                                                                                            |
| 24                                                                        | 29       | Edison utca             | 1        | 20, 21, 21A, 121 |                                                                                            |
| 25                                                                        | 30       | Hőerőmű végállomás      | 0        | 20, 21, 21A, 121 |                                                                                            |